# Onthophagus delphinensis
Onthophagus delphinensis là một loài bọ cánh cứng trong họ Bọ hung (Scarabaeidae).